# Schloss Grebendorf
Koordinaten: 51° 12′ 15,7″ N, 10° 3′ 55,4″ O

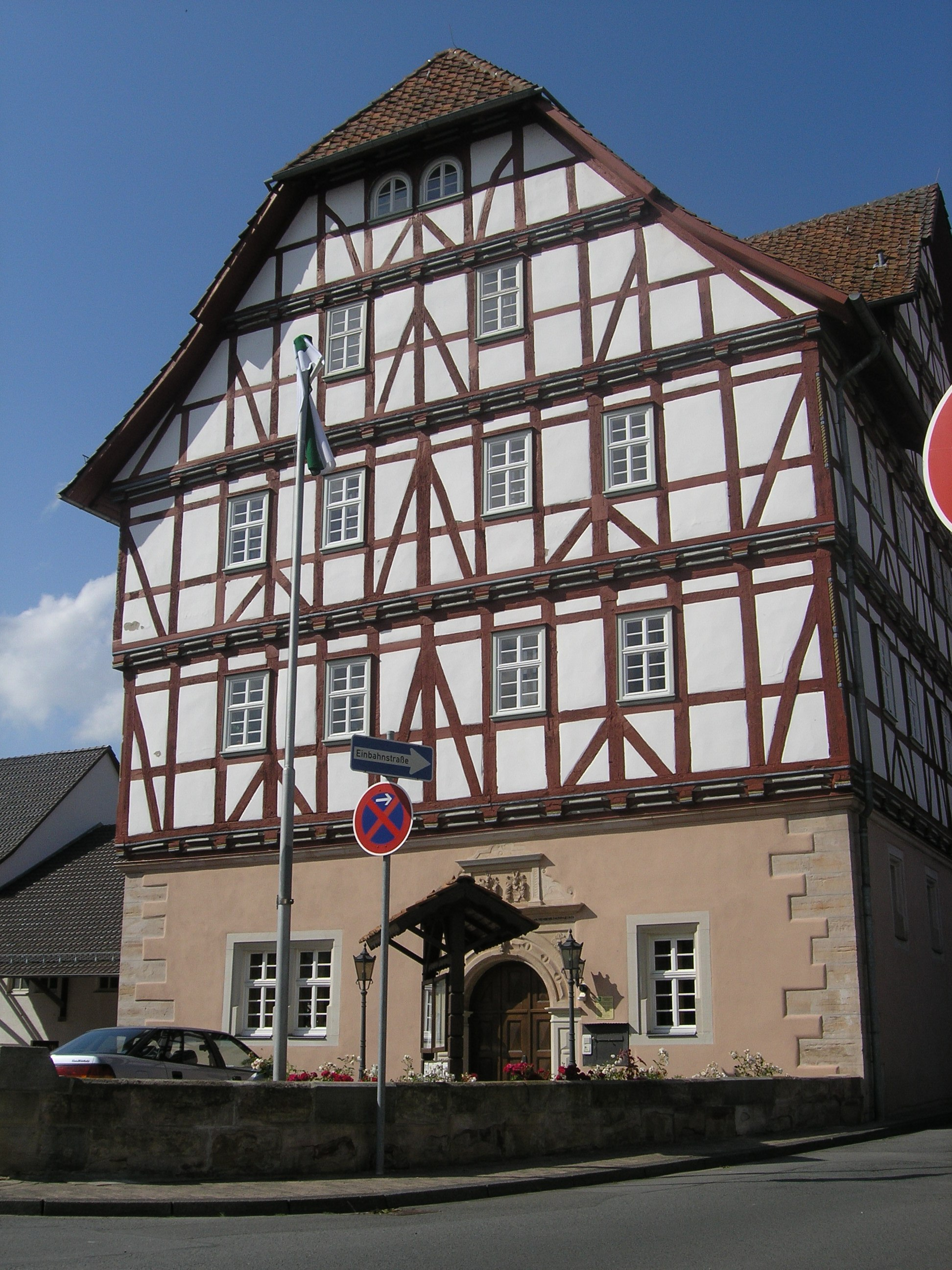
Schloss Grebendorf, das sog. Alte Keudellsche Schloss

Das Schloss Grebendorf, auch Altes Keudellsches Schloss oder Keudellsches Herrenhaus genannt, steht in Grebendorf, einem Ortsteil der Gemeinde Meinhard im nordhessischen Werra-Meißner-Kreis. Es befindet sich in der Ortsmitte an der Sandstraße und beherbergt seit 1993 die Gemeindeverwaltung von Meinhard.

## Die Anlage
Das ehemalige Schloss, erbaut bis 1610 im Stil der Renaissance, hat etwa 20 × 12 m Grundfläche. Auf dem massiven Erdgeschoss aus Sandstein erheben sich zwei Fachwerkobergeschosse sowie zwei Dachgeschosse unter dem Krüppelwalmdach. An der der Straße zugewandten Ostseite befindet sich ein zweigeschossiges Zwerchhaus. Das Fachwerk wurde bei den Sanierungs- und Umbauarbeiten 1988 freigelegt. Die Längsseiten im Osten und Westen sind sechsachsig, die Querseiten vierachsig. In der Südseite, etwas zur Ostseite hin versetzt, befindet sich das Rundbogenportal aus der Renaissance, mit den beiden Reliefwappen des Erbauerehepaars im Dreiecksgiebel über dem Türsturz, einer Inschrift mit ihren Namen („Bernhart Keudell zu Schwebda – Beata Keudelin g.v. Berlepsch“) unter dem Sturz und dem Baujahr 1610 über dem Rundbogen.

## Geschichte

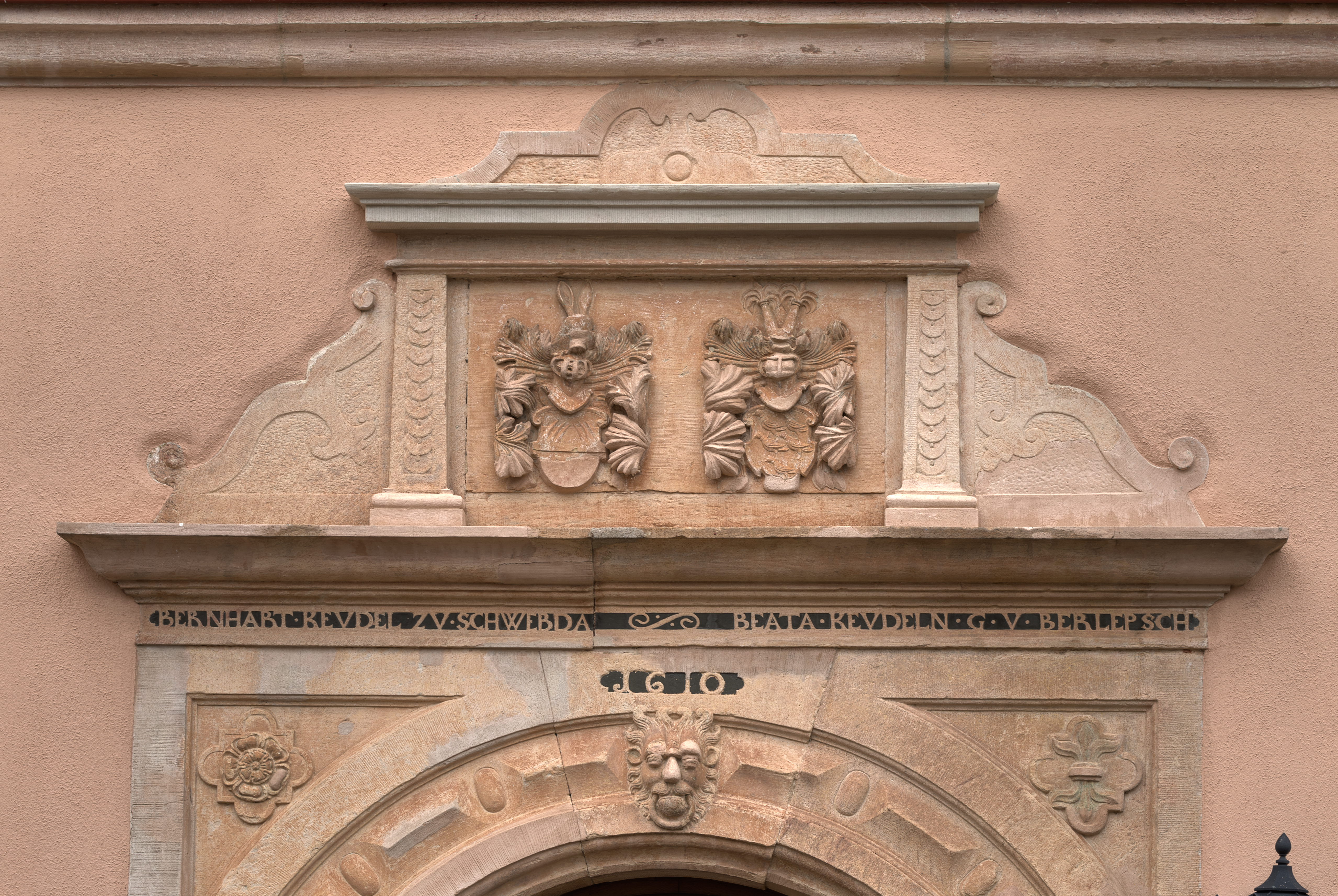
Eingangsportal mit Doppelwappen von 1610 der Eheleute Bernhart von Keudell zu Schwebda und Beata Keudelin geborene von Berlepsch

Landgraf Moritz von Hessen-Kassel belehnte im Jahre 1596 seinen Amtmann zu Rotenburg und Sontra, Bernhard (IV.) von Keudell († 1607) als erbliches Mannlehen für ihn und seine Söhne mit vier Hufen Land und Hof und den zugehörigen Gebäuden in der Mitte von Grebendorf. Das Lehen umfasste auch die niedere Jagd (Hasen und Füchse), die Fischerei in Grebendorf und Frieda und eine freie Trift von 200 Stück Schafen und Vieh, Garten, Felder und Weinberg, sowie die Niedere Gerichtsbarkeit. Möglicherweise erhielt er das Lehen, weil sein bisheriger Besitz im Eichsfeld seit dem Merlauer Vertrag von 1583 außerhalb der Landgrafschaft lag und Moritz ihn mit einem hessischen Lehnsgut nicht nur für seine Dienste belohnen, sondern ihn auch enger an Hessen binden wollte. Keudell kaufte daraufhin noch zwei benachbarte kleine Bauernhöfe als Eigenbesitz hinzu, unter anderem von den Eltern des später bekannt gewordenen Alchemisten Johann Thölde, um sich einen Gutshof mit Herrenhaus anlegen zu können. Nach dem Abbruch der Bauernhöfe ließ er zunächst die Wirtschaftsgebäude errichten, dann den Schlossgarten anlegen und zuletzt das Herrenhaus bauen. Dessen Fertigstellung scheint er allerdings nicht mehr erlebt zu haben, wenn man der Unterschrift der Reliefwappen am Haupteingang des Herrenhauses Glauben schenken kann.
Im Gegensatz zum Dorf überstand das Schloss den Dreißigjährigen Krieg und den Verwüstungszug der kaiserlichen Kroaten durch das Werratal im April 1637 unbeschadet, weil die Keudell Schutzbriefe des Kaisers besaßen.
Der letzte Besitzer des Schlosses aus der Familie des Bauherrn war Heinrich Walrab von Keudell. Er hatte 1779–1783 als Oberst im Musketier-Regiment “Landgraf” (No. 5) mit den Hessen-Kasselschen Truppen im Amerikanischen Unabhängigkeitskrieg gekämpft und starb, unverheiratet, am 9. Juni 1792 als Generalmajor a. D. in Schwebda. Damit fiel das Grebendorfer Lehen an den Landgrafen zurück. Das nunmehrige Domänengut mit seinen rund 150 Äckern und 200 Schafen wurde weiterhin von Pächtern bewirtschaftet, die allerdings nun nicht mehr den von Keudell, sondern dem Landgrafen die Pacht zahlten.
Mit der preußischen Annexion Kurhessens im Oktober 1866 wurden Schloss und Domäne Grebendorf preußischer Staatsbesitz. 1876 kaufte die Gemeinde Grebendorf den Hof mit seinen Ländereien. Ein Teil der landwirtschaftlichen Fläche diente dazu, örtlichen Bauern Land zu ersetzen, das sie für den Bau der Kanonenbahn (Abschnitt Leinefelde–Treysa) abgeben mussten. Die restlichen etwa 35 Morgen mit Schloss und Wirtschaftsgebäuden wurden an einen ortsansässigen Bauern verkauft; der dabei erzielte Gewinn diente zur Finanzierung des Pfarrhauses. Der Käufer, Johann Peter Mengel, gab das Anwesen seiner Tochter Emilie und deren Ehemann Adolf Strauß, der es nach dem frühen Tod von Frau und Kind seinem Schwager Johann Christoph Menthe überließ, der Mengels andere Tochter geheiratet hatte und in dessen Familie es vier Generationen lang blieb.
1987 kaufte die Gemeinde Meinhard das inzwischen unwirtschaftlich gewordene Herrenhaus und die benachbarten Wirtschaftsgebäude und ließ das gesamte Anwesen in sechsjähriger Arbeitszeit aufwendig sanieren. Seit 1993 dient es der Gemeinde als Verwaltungssitz.